# حشوة (نقل)

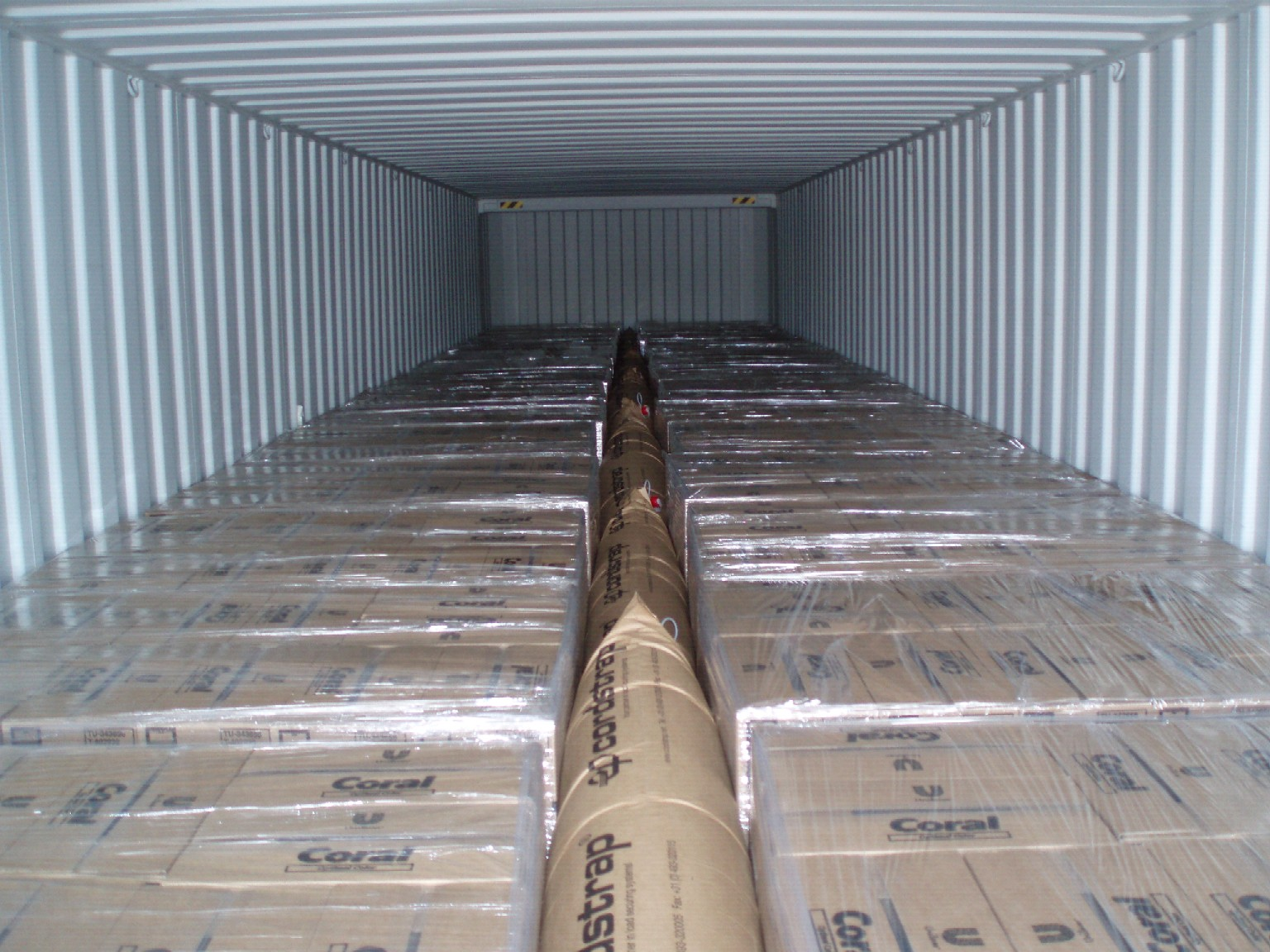
وضع أكياس الحشوة في الحاوية

الحشوة هي موادٌّ غير مكلفة أو نفايات تستخدم لتحميل وحماية الحمولة أثناء النقل. يمكن أن يشير المصطلح أيضًا إلى البضائع ذات الأولوية المنخفضة المستخدمة لملء سعة النقل التي من شأنها أن تُجنب النقل بوزن منخفض.